# Vicente López
Vicente López – argentyńskie miasto wchodzące w skład zespołu miejskiego Buenos Aires. Miasto liczy około 274000 mieszkańców.